# Pemphredoninae
Pemphredoninae — підродина Крабронід (Crabronidae). Понад 1000 видів.

## Поширення
Всесвітнє. В Європі 107 видів і 13 родів.

## Опис
Відомі як мисливці на попелиць. Деякі види також полюють на трипсів (Thysanoptera) і колембол (Collembola). Дрібні (включно з найдрібнішими у світі осами довжиною близько 2 мм) і середнього розміру стрункі оси, здебільшого чорного кольору. Рід Microstigmus єдиний серед усіх Крабронід проявляє ознаки еусоціальності.

## Класифікація
Понад 1000 видів, близько 40 родів у 4 трибах. Більше половини видів і родів відносяться до триби Pemphredonini.
- Триба Entomosericini Dalla Torre, 1897
  - Entomosericus
- Триба Odontosphecini Menke, 1967
  - Odontosphex
- Триба Pemphredonini Dahlbom, 1835
  - Підтриба Ammoplanina (10 родів і близько 130 видів)
    - Ammoplanellus Gussakovskij, 1931
    - Ammoplanops Gussakovskij, 1931
    - Ammoplanus Giraud, 1869 (синонім: Ammoplanellus)
    - Ammostigmus Antropov A.V., 2010[4]
    - Mohavena Pate, 1939
    - Parammoplanus Pate, 1939
    - Protostigmus Turner, 1918 (синонім: Anomiopteryx)
    - Pulverro Pate, 1939
    - Riparena Pate, 1939
    - Timberlakena Pate, 1939

  - Підтриба Pemphredonina
    - Diodontus
    - Passaloecus
    - Pemphredon A. Costa, 1858 (синонім: †Sinostigma)
    - Polemistus

  - Підтриба Spilomenina
    - Arpactophilus
    - Microstigmus
    - Spilomena
    - Xysma

  - Підтриба Stigmina
    - Allostigmus
    - Araucastigmus
    - Aykhustigmus
    - Ceratostigmus
    - Carinostigmus
    - Incastigmus
    - Llaqhastigmus
    - Paracrabro
    - Parastigmus
    - Stigmus
    - Tzustigmus
- Триба Psenini (синоніми: Mimesini, Psenulini) (11 родів і близько 460 видів)
  - Ammopsen Krombein, 1959
  - Deinomimesa Perkins, 1899
  - Lithium Finnamore, 1987
  - Mimesa Shuckard, 1837
  - Mimumesa Malloch, 1933
  - Nesomimesa R. Perkins in R. Perkins and Forel, 1899
  - Odontopsen Tsuneki, 1964
  - Pluto Pate, 1937
  - Psen Latreille, 1796
  - Pseneo Malloch, 1933
  - Psenulus Kohl, 1897
- Pemphredoninae Incertae sedis (викопні групи)
  - †Cretoecus
  - †Cretospilomena
  - †Eomimesa
  - †Eopinoecus
  - †Eoxyloecus
  - †Iwestia
  - †Lisponema
  - †Palanga
  - †Pittoecus
  - †Prolemistus
  - †Psolimena
  - †Rovnoecus (Rovnoecus klesovicus)[1]
  - †Succinoecus